# Kabaret Rżysko
Kabaret Rżysko – to trzyosobowy kabaret - rodzinna spółka satyryczna istniejąca kilkanaście lat, w obecnym składzie od 2003 r.

## Skład
- Leszek Kuriata - kierownik zespołu, autor tekstów
- Armand Romik - odpowiedzialny za muzykę, nauczyciel muzyki
- Ewa Kuriata-Pawęska - odpowiedzialna za choreografię

## Największe sukcesy
- "Złota Szpilka" na Biesiadach Humoru i Satyry
- Wyróżnienie na krakowskim przeglądzie kabaretów PaKA
- Trzykrotny udział w Opolskiej Nocy Kabaretowej wraz z krajową czołówką satyryków
- Udział w Kabaretonie 2000 w Chicago
- Występy dla Polonii w ramach Festiwalu Kultury Polskiej we Lwowie w 2002